# Cristina Pujades Corbi
Cristina Pujades (Mataró, Maresme, 1962) és una biòloga cel·lular i neurobiòloga catalana.
Doctorada en Biologia per la Universitat de Barcelona el 1991, ha treballat al DFCI-Harvard Medical School a Boston (1991-95), a l'Ecole Normale Supérieure de Paris (1995-99), i a la Université Pierre et Marie Curie de París, de la que va ser Professora Titular del 1999 al 2010. El 2002 tornà a Barcelona per continuar amb la seva recerca a la Universitat Pompeu Fabra (UPF), convertint-se en la investigadora principal i catedràtica del Departament de Ciències Experimentals i de la Salut (DCEXS) d'aquesta universitat. Mes endavant esdevení Catedràtica del Departament de Ciències Experimentals i de la Salut de l'esmentada universitat i liderà un grup de recerca en Neurobiologia del Desenvolupament, ubicat al Parc de Recerca Biomèdica de Barcelona (PRBB).
L'octubre del 2022 va ingressar com a membre de la Secció de Ciències Biològiques de l'Institut d'Estudis Catalans.

## Recerca i treball científic
Des de l'any 2002, Cristina dirigeix el Grup de Dinàmica del Neurodesenvolupament del Departament de Medicina i Ciències de la Vida de la Universitat Pompeu Fabra. El seu grup estudia com es produeix l'especificació i la diferenciació dels progenitors cel·lulars coordinats espacialment durant la morfogènesi per construir un cervell funcional. Estan utilitzant l'embrió del peix zebra com a sistema model, que ens permet combinar enfocaments complementaris d'avantguarda com ara: edició del genoma CRISPR-Cas9, imatges 4D d'alta resolució combinades amb eines de seguiment de cèl·lules i anàlisis de paisatges reguladors de gens. El grup s'esforça per mapejar l'ontogènia de les neurones diferenciades i per revelar la seqüència de transicions temporals de l'estat progenitor a l'estat diferenciat.
Ha dirigit projectes nacionals i internacionals finançats pel Pla Nacional del MINECO (Govern Espanyol), DURSI (Govern Català), Marató TV3, DAAD (Govern Alemany), PICS (Governs Francès i Català). Membre del consell executiu del Consell de la Cultura de Barcelona des de 2017. És membre del Consell Assessor per al Desenvolupament Sostenible (CADS) des del 2019. Ha rebut el reconeixement Institució Catalana de Recerca i Estudis Avançats (ICREA) Acadèmia de la Generalitat de Catalunya (2016-2020) que reconeix als professors d’universitat intensius en recerca.